# Bobby Wanzer
Robert "Bobby" Francis Wanzer (Brooklyn, 4 de junho de 1921 - Pittsford, 23 de janeiro de 2016) foi um jogador e treinador norte-americano de basquete profissional.
Cinco vezes selecionado para o All-Star Game, Wanzer jogou toda a sua carreira profissional pelo Rochester Royals da BAA e da NBA. Ele venceu um título da NBA com o Royals em 1951. Durante seus dois últimos anos como jogador, atuou como treinador da equipe. Depois de se aposentar em 1957, ele permaneceu como treinador dos Royals por uma temporada, antes de se tornar o treinador do St. John Fisher em 1963. Ele ficou no cargo por 24 anos até sua aposentadoria em 1987. 
Wanzer foi introduzido no Hall da Fama do Basquete em 1987.

## Carreira universitária e serviço militar
Wanzer jogou na Universidade Seton Hall. Depois de liderar Seton Hall a um recorde de 16-2 em seu segundo ano, Wanzer se alistou no Corpo de Fuzileiros Navais dos Estados Unidos e participou da ocupação de Guam.

## Carreira profissional
Wanzer foi selecionado pelo Rochester Royals no Draft da BAA de 1948. Inicialmente, um reserva de Al Cervi e Red Holzman, Wanzer mais tarde se uniu a Bob Davies para formar uma potente linha defensiva. O Royals teve muito sucesso entre 1947 e 1954, e suas estrelas menores, como Wanzer, eram consideradas seus maiores ativos. Com Wanzer, Rochester ganhou o título da NBA de 1950–51.
Wanzer jogou toda a sua carreira no Royals, aposentando-se após o final da temporada de 1957. Ele foi cinco vezes selecionado para o All-Star Game e, na temporada de 1951-52, se tornou o primeiro jogador a acertar mais de 90% da linha de lance livre em um temporada.

## Carreira de treinador
Wanzer atuou como jogador-treinador dos Royals por dois anos e depois que a franquia se mudou para Cincinnati, treinou por mais uma temporada.
Em 1962, Wanzer se tornou o primeiro treinador da St. John Fisher College em Pittsford, Nova York. Ele treinou lá por 24 temporadas e também atuou como diretor atlético da universidade.

## Vida pessoal
Em 23 de janeiro de 2016, Wanzer morreu em sua casa em Pittsford, Nova York.

## Legado
Ele foi introduzido no Hall da Fama do Basquete em 1987. Ele também é membro do Hall da Fama do Seton Hall College, entre outros.
Em 17 de agosto de 2007, Wanzer foi introduzido no Hall da Fama dos Esportes do Corpo de Fuzileiros Navais dos Estados Unidos.

## Estatísticas da NBA/BAA

### Temporada regular
| Ano      | Equipe    | PJ  | MPJ  | AP   | LL    | RT  | AS  | PPJ  |
| -------- | --------- | --- | ---- | ---- | ----- | --- | --- | ---- |
| 1948–49  | Rochester | 60  | –    | .379 | .823  | –   | 3.1 | 10.2 |
| 1949–50  | Rochester | 67  | –    | .414 | .806  | –   | 3.2 | 11.8 |
| 1950–51† | Rochester | 68  | –    | .401 | .850  | 3.4 | 2.7 | 10.8 |
| 1951–52  | Rochester | 66  | 37.8 | .425 | .904* | 5.0 | 4.0 | 15.7 |
| 1952–53  | Rochester | 70  | 36.8 | .367 | .812  | 5.0 | 3.6 | 14.6 |
| 1953–54  | Rochester | 72  | 35.3 | .386 | .734  | 5.4 | 3.5 | 13.3 |
| 1954–55  | Rochester | 72  | 33.0 | .395 | .786  | 5.2 | 3.4 | 13.1 |
| 1955–56  | Rochester | 72  | 27.5 | .376 | .719  | 3.8 | 3.1 | 10.4 |
| 1956–57  | Rochester | 21  | 7.6  | .469 | .783  | 1.2 | 0.4 | 3.9  |
| Carreira | Carreira  | 568 | 29.6 | .401 | .801  | 4.1 | 3.0 | 11.5 |
| All-Star | All-Star  | 5   | 26.2 | .395 | .857  | 3.4 | 3.4 | 9.2  |

#### Playoffs
| Ano      | Equipe    | PJ | MPJ  | AP   | LL    | RT  | AS  | PPJ  |
| -------- | --------- | -- | ---- | ---- | ----- | --- | --- | ---- |
| 1949     | Rochester | 4  | –    | .317 | .706  | –   | 2.3 | 9.5  |
| 1950     | Rochester | 2  | –    | .471 | .846  | –   | 2.0 | 13.5 |
| 1951†    | Rochester | 14 | –    | .471 | .910  | 5.1 | 4.2 | 12.5 |
| 1952     | Rochester | 6  | 41.5 | .429 | .959* | 6.3 | 3.2 | 18.8 |
| 1953     | Rochester | 3  | 38.7 | .378 | .852  | 7.0 | 3.0 | 17.0 |
| 1954     | Rochester | 6  | 40.8 | .405 | .818  | 5.8 | 4.3 | 16.0 |
| 1955     | Rochester | 3  | 33.3 | .457 | .917  | 7.0 | 2.7 | 18.0 |
| Carreira | Carreira  | 38 | 38.5 | .418 | .858  | 6.2 | 3.1 | 15.0 |